# 山本規雄
山本 規雄（やまもと のりお、1967年 - ）は、日本の翻訳家、編集者。
東京生まれ。出版社勤務などを経て、「有限会社ことふね」に所属、翻訳業・編集業に携わる。

## 翻訳
- 『世界は希望に満ちている :「友情と博愛」を紡ぐ23のストーリー』（クリスチャン・ド・ボワルドン, ロイク・ド・ロザンボ, ニコラ・ド・フージュルー、藤田真利子共訳、バジリコ） 2004
- 『アウシュヴィッツってなに? : 娘と話す』（アネット・ヴィヴィオルカ、現代企画室） 2004
- 『真理を求める人間 : アロステリックタンパク質の発見から認知神経科学へ』（ジャン=ピエール・シャンジュー、浜名優美, 木村宣子共訳、産業図書） 2005
- 『体位の文化史』（アンナ・アルテール, ペリーヌ・シェルシェーヴ、藤田真利子共訳、作品社） 2006
- 『オルガスムの歴史』（ロベール・ミュッシャンブレ、作品社） 2006
- 『アース・デモクラシー : 地球と生命の多様性に根ざした民主主義』（ヴァンダナ・シヴァ、明石書店） 2007
- 『ニーチェ入門 : 生を肯定する哲学』（ヘンリー・ハヴロック・エリス、閏月社） 2010
- 『乱交の文化史』（バーゴ・パートリッジ、作品社） 2012
- 『緊縛の文化史』（マスター"K"、すいれん舎） 2013
- 『〈同性愛嫌悪(ホモフォビア)〉を知る事典』（ルイ=ジョルジュ・タン編、金城克哉監修、齊藤笑美子共訳、明石書店） 2013
- 『ユイスマンス : デカダンスの美学』（ヘンリー・ハヴロック・エリス, Joris-Karl Huysmans、閏月社） 2013
- 『マッチョってなに? : 子どもと話す』（クレマンティーヌ・オータン、現代企画室） 2014
- 『性の進化論 : 女性のオルガスムは、なぜ霊長類にだけ発達したか?』（クリストファー・ライアン, カシルダ・ジェタ、作品社） 2014
- 『〈図説〉"特殊性欲"大百科 : "ビザール"の生態学』（アニエス・ジアール、作品社） 2015